# Federação Fijiana de Voleibol
A Federação Fijiana de Voleibol  (em hindi: फिजी वॉलीबॉल फेडरेशन;  em inglêsː Fiji Volleyball Federation, FVF) é  uma organização fundada em 1970 que governa a pratica de voleibol em Fiji, sendo membro da Federação Internacional de Voleibol  desde 1982 e da Confederação Asiática de Voleibol, a entidade é responsável por  organizar  os campeonatos nacionais de  voleibol masculino e feminino no país.